# Antonin Scalia
Antonin Gregory Scalia, född 11 mars 1936 i Trenton, New Jersey, död 13 februari 2016 på Cibolo Creek Ranch nära Shafter i Presidio County, Texas, var en amerikansk jurist och domare och från 1986 till sin död ledamot av USA:s högsta domstol.

## Biografi
Scalia arbetade på advokatbyrå (bland annat på Jones Day) och inom den akademiska världen innan han övergick till domstolsväsendet under Nixons tid som USA:s president. Därefter blev han 1982 domare vid United States Court of Appeals for the District of Columbia Circuit under Ronald Reagans tid som president.

### Domare i Högsta domstolen
Scalia utnämndes 1986 till ledamot av USA:s högsta domstol av president Ronald Reagan. Scalia var då den förste italiensk-amerikanen som utsågs till detta ämbete. Han var vid sin död den ledamot som suttit längst, 29 år. Scalia betraktades som en av de mest konsekventa och konservativa ledamöterna i landets högsta domstol, oftast i konkurrens med Clarence Thomas och (under senare år) Samuel Alito. Scalias uppfattning var generellt att domstolens uppgift var att, om än ståndaktigt, tolka lagen såsom skriven och hans domslut hade ett dogmatiskt och ofta arrogant men humoristiskt motstånd mot en successivt ökande trend att försök att tolka in rättigheter och doktrin för att lösa breda politiska frågor, exempelvis rörande dödsstraff (som sedan 1960-talet omtvistat setts som stridande mot åttonde tillägget som "grymt och ovanligt") och abort (lagligförklarat i samtliga delstater 1973 genom prejudikatet Roe vs Wade, som Scalia öppet motsatte sig). Han menade att politiska frågor måste avgöras genom den demokratiska processen och en fri och öppen debatt, och varnade frenetiskt för konsekvenserna av en egenmäktigt stärkt domarkår för splittring och misstro till landets politiska institutioner. Samtidigt hade hans utlåtanden en påtaglig liberal prägel, och Scalia stödde (i flera fall i opposition till Thomas, Alito och mer "liberala" ledamöter) den strängt fasthållna yttrandefriheten i frågor om skändande av den amerikanska flaggan, begränsningar av pornografi och våldsamma dataspel med mera, samt anklagades rättigheter under rättsprocessen, exempelvis i fråga om anonyma vittnen och öppen bevisföring. Under kriget mot terrorismen motsatte han sig dock, ibland hätskt, rätten till habeas corpus för tillfångatagna misstänkta terrorister, med motivationen att dessa utgör krigsfångar utanför amerikansk jurisdiktion. Scalia författade 2008 ett av den sena tidens mer kontroversiella och banbrytande utlåtanden i målet District of Columbia mot Heller, som fastslog - och i hans mening återupprättade - andra tilläggets ställning gentemot lagstiftning som förbjöd eller hårt begränsade möjligheten för individer att köpa och äga vapen, i det aktuella fallet i District of Columbia. Scalia sågs som sin tids ledande originalist och textualist och ha lett en renässans för objektiva och originalistiska eller förarbetesbetonande (i motsättning till extensiv och framåtskridande, med betoning på domarnas fria tolkningsutrymme) tillämpning av den amerikanska konstitutionen. 
Personligen hade Scalia en långvarig vänskap med den liberala ledamoten Ruth Bader Ginsburg, som omsattes i flera gemensamma intervjuer och efter hans död i en opera, Scalia v Ginsburg. Hans plötsliga död, under en jaktresa i Texas, utlöste en hård strid om hans plats, till vilken president Barack Obama nominerade den erfarne domaren Merrick Garland, som emellertid den sedan januari 2015 av republikanerna kontrollerade senaten vägrade bekräfta. Efter Donald Trumps valseger 2016, inför vilken han lovat att tillsätta en värdig efterträdare till Scalia och kallat honom ett "lagens lejon", fylldes den långvarigt tomma platsen av den erfarne domaren  Neil Gorsuch (född 1967), som antogs ha mer konservativ prägel.